# Нет места позорнее дома
«There’s No Disgrace Like Home» (с англ. — «Нет места позорнее дома») — четвёртый эпизод первого сезона мультсериала «Симпсоны». Впервые вышла 28 января 1990 года на телеканале «Fox». Эпизод рассказывает о семейных отношениях Симпсонов, гневе и сравнении их с другими семьями.

## Сюжет
Гомер вместе со своей семьей отправляется на корпоративный пикник в поместье босса. Жестокий и тираничный начальник, Монтгомери Бёрнс увольняет тех рабочих, члены семьи которых не наслаждаются вечеринкой вместе с ним. Гомер видит, что Бёрнсу весьма нравятся семьи, в которых царит мир и любовь. И он удивляется, за что наказан такой ссорящейся и несчастливой семьей. Случилась катастрофа: Барт душит лебедя, Лиза пьет воду из фонтана, Мардж напивается и занимается песнопением. А в соревновании по бегу в мешках Барт чуть не одержал победу, хотя знал, что «по правилам» в этой гонке всегда должен выигрывать мистер Бёрнс.
Симпсоны следят за другими семьями на их улице, подсматривая в окна домов, и видят счастливые добрые лица. Но мужчина из второго дома увидел их и выбежал с ружьем на улицу. Вскоре грустный Гомер оказался в Таверне Мо, где увидел рекламу «Семейной терапии доктора Марвина Монро». Доктор гарантировал: «Счастливая семья или возврат денег в двойном размере». Для оплаты услуг клиники Монро обнадёженный Гомер истратил все деньги (даже отложенные для поступления детей в колледж) и заложил телевизор.
Когда обычные методы не помогли, Монро вынужден был обратиться к шокотерапии, связав Симпсонов электрическими проводами. Члены семьи без остановки бьют друг друга током, что приводит к перегрузке сети и отключению электричества во всем городе. Марвину Монро приходится, в соответствии с телевизионной рекламой, вернуть деньги Гомеру в двойном размере. Получив пятьсот долларов, радостные Симпсоны идут покупать новый телевизор.